# George Paget Thomson
George Paget Thomson, född 3 maj 1892 i Cambridge, död 10 september 1975 i Cambridge, var en brittisk fysiker.

## Biografi
Thomson var son till fysikern och nobelpristagaren J.J. Thomson, elektronens upptäckare, och Rose Elisabeth Paget, dotter till George Edward Paget. Han gick i The Perse School, Cambridge, innan han började läsa matematik och fysik vid Trinity College, Cambridge, fram till utbrottet av första världskriget 1914, då han gick in i drottningens Royal West Surrey Regiment. Efter en kort tjänstgöring i Frankrike, arbetade han med aerodynamik på Farnborough och på andra håll. Han mönstrade av som kapten 1920.
Efter kriget blev Thomson först stipendiat vid Cambridge och flyttade sedan till University of Aberdeen. Mellan 1929 och 1930 uppehöll han ett lektorat vid Cornell University, Ithaca, New York. År 1930 utnämndes han till professor vid Imperial College London. Han stannade vid där fram till 1952, då han blev Master of Corpus Christi College, Cambridge.
I sin forskning upptäckte Thomson bland annat elektronens vågegenskaper genom elektrondiffraktion. Han tilldelades,  tillsammans med Clinton Davisson, Nobelpriset i fysik, 1937 "för den experimentella upptäckten av interferensfenomenet vid kristallers bestrålning med elektroner".